# أبريل ستيفنز
أبريل ستيفنز (بالإنجليزية: April Stevens)‏ هي موسيقية ومغنية أمريكية، ولدت في 29 أبريل 1936 في نياجارا فولز في الولايات المتحدة.

## وصلات خارجية
- أبريل ستيفنز على موقع IMDb (الإنجليزية)
- أبريل ستيفنز على موقع ميوزك برينز (الإنجليزية)
- أبريل ستيفنز على موقع أول ميوزيك (الإنجليزية)
- أبريل ستيفنز على موقع ديسكوغز (الإنجليزية)